# UP 271
UP 271 s.r.o. byl založený v roce 2016 pod původním názvem GISTin UP, činnost začal 21. 4. 2016. Po roce investoval 41 milionů, inkuboval 9 startupů a přejmenoval se na UP21. V roce 2022 se spojil se společností Byznys 21 a vznikl nový název UP 271. Zakladatelem společnosti je matematik, vizionář a filantrop Karel Janeček

## Historicky zainvestované projekty
Mezi historicky zainvestované projekty patří:
- BeeHousing – Pronájem úlu s možností sledovat včely přes kameru[5][6]
- Cross Network Intelligence – Síťová podpora pro telecom operátory
- DETOX – Aplikace propagující myšlenku digitálního detoxu
- DvojKlikové účetnictví – Účtování dokladů vyfocených a poslaných mobilním telefonem, produkt společnosti SPIEW s.r.o.
- Entrydo – Nástroj pro zajištění bezproblémové a expresní registrace na eventech
- Geo Applications – Metoda pro geologický průzkum[7]
- Gettick – Pracovní prostředí pro maximální týmovou efektivitu Archivováno 7. 6. 2020 na Wayback Machine.
- Hunter Games – Platforma pro tvorbu a hraní venkovních únikových her
- Qest automation – Vývoj mobilních a webových aplikací
- SENS Foods – Přírodní produkty vyrobené z mouky z cvrčků Archivováno 10. 7. 2018 na Wayback Machine.
- Shipvio – Využití principů sdílené ekonomiky v logistice
- Slovohrátky – logopedická aplikace pro děti.[8]
- Spaceflow – Digitalizace životního prostředí v budovách
- Vistag – Přidává interaktivitu vizuálnímu obsahu webů.[9]
- Up In The Air - startupová soutěž s názvem Disraptors Summit.

## Akce
Společnost organizovala v Praze několik akcí určených pro prezentací startupů, jako například Startup World Cup.